# Vagn Walfrid Ekman

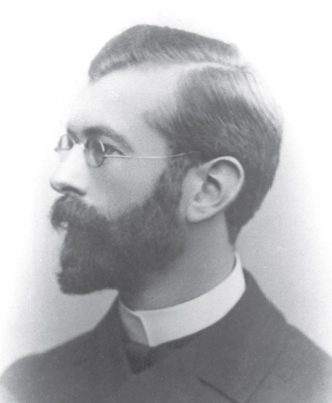
Vagn Walfrid Ekman

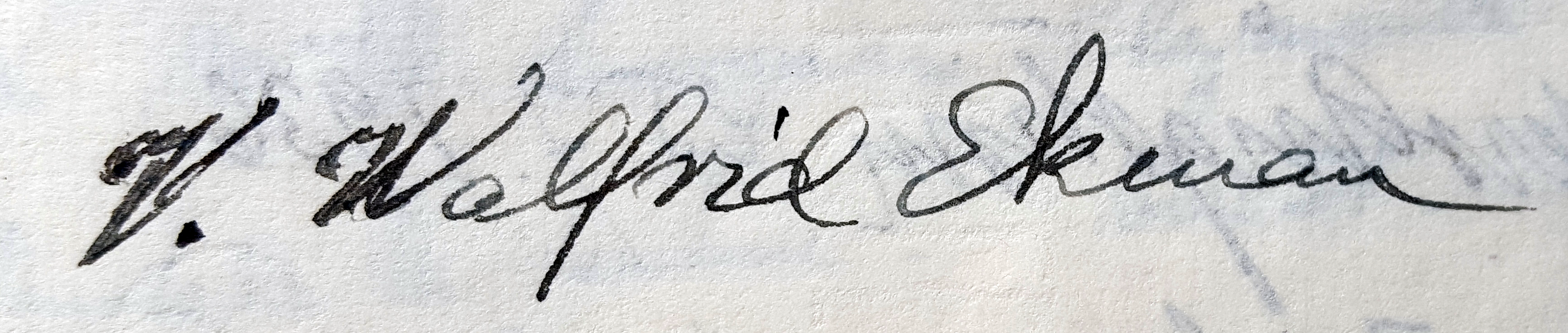
Unterschrift von Vagn Walfrid Ekman. Gästebucheintrag auf Borneo (Gullmarn Fjord, Schweden), Jan-1935.

Vagn Walfrid Ekman (* 3. Mai 1874 in Stockholm; † 9. März 1954 in Gostad nahe Stockaryd) war ein schwedischer Physiker und Ozeanograph.

## Leben
Walfrid war der vierte Sohn des Chemikers und Hydrographen Fredrik Laurentz Ekman (1830–1890). Er studierte zunächst Physik an der Universität Uppsala und hörte Vorlesungen zur Ozeanografie. Beeinflussend waren für ihn aber die Vorlesungen von Vilhelm Bjerknes, der über Strömungslehre lehrte. Bei seiner Expedition mit der Fram hatte Fridtjof Nansen entdeckt, dass Eisberge nicht in die Richtung des Windes driften, sondern mit einem Winkel von 20–40° abweichen. Auf Anregung von Bjerknes kam Ekman – noch als Student – mit der Ekman-Spirale zu einer Erklärung dieses Phänomens. Nachdem er 1902 sein Studium mit Erlangung des Doktorgrades abgeschlossen hatte, ging Ekman an das Internationale Laboratorium für ozeanographische Forschung in Oslo, wo er sieben Jahre wirkte. Von 1910 bis 1939 setzte er seine theoretischen wie auch seine praktischen Arbeiten an der Universität Lund als Professor für Mechanik und Mathematische Physik fort. Seine Untersuchungen zum Zusammenwirken von Windkraft, Coriolis-Kraft und Reibung führten zu weitreichenden Erkenntnissen über die Entstehung und das Verhalten von Meeresströmungen. Er beschäftigte sich auch theoretisch und experimentell mit dem Totwasser, einem von internen Wellen verursachten Phänomen an Flussmündungen. 1925 
1910 wurde er in die Königliche Physiographische Gesellschaft in Lund, 1931 in die Königliche Wissenschafts- und Literaturgesellschaft in Göteborg und 1935 sowohl in die Norwegische Akademie der Wissenschaften als auch in die Königlich Schwedische Akademie der Wissenschaften berufen.
Nach Ekman sind neben der Ekman-Spirale auch die Ekman-Zahl, die Ekman-Schicht und der Ekman-Transport benannt worden.
Er wurde 1928 mit der Agassiz- und 1939 mit der Vega-Medaille ausgezeichnet.

## Werke
- Mekanik. Norstedt, Stockholm 1919.